# Kabinett Bodman
Das Kabinett Bodman  bildete vom 22. Dezember 1917 bis zum 10. November 1918 die Landesregierung von Baden.
| Amt                                            | Name                                | Partei |
| ---------------------------------------------- | ----------------------------------- | ------ |
| Staatsminister und Inneres                     | Heinrich Freiherr von und zu Bodman |        |
| Äußeres und großherzogliches Haus sowie Justiz | Adelbert Düringer                   | NLP    |
| Kultus                                         | Wilhelm Hübsch                      |        |
| Finanzen                                       | Josef Nikolaus Rheinboldt           |        |